# Gyula Andrássy
Gyula Károly Andrássy (ur. 8 marca 1823 w Oláhpataku, zm. 18 lutego 1890 w Volosku, obecnej dzielnicy Opatii) – węgierski szlachcic, hrabia Csíkszentkirály i Krasznahorkaváralja, wolnomularz. Przyczynił się do zawarcia ugody austriacko-węgierskiej, a następnie był liczącym się politykiem Austro-Węgier, piastując funkcję premiera Węgier w latach 1867–1871, a także ministra spraw zagranicznych Austro-Węgier w latach 1871–1879. Ponadto Andrássy był jednym z najbliższych powierników cesarzowej Elżbiety, zwanej Sisi, z którą do końca życia pozostawał w bliskiej przyjaźni.

## Życiorys
Pochodził z rozgałęzionej węgierskiej rodziny magnackiej. Jego ojcem był węgierski polityk, hrabia Károly Andrássy (1792–1845), zaś matką – hrabina Etelka (Adelajda) Szapáry (1798–1876). Po ukończeniu studiów prawniczych w Peszcie został w 1847 wybrany posłem do Parlamentu Węgierskiego. Od samego początku wyróżniał się tam wielką elokwencją i liberalnymi poglądami politycznymi, a przy tym zdecydowaną postawą węgierskiego patrioty. W 1848 zaangażował się w węgierską Wiosnę Ludów, obejmując funkcję administratora Komitatu Zemplén i wspierając oddziały Lajosa Kossutha. Po upadku powstania Andrássy, skazany zaocznie na śmierć i powieszony in effigie, zbiegł na zachód Europy. Aż do amnestii w 1857 przebywał w Paryżu i Londynie, dzieląc czas pomiędzy politykę i podboje miłosne.
Od 17 lutego 1867 do 14 listopada 1871 sprawował funkcję premiera Węgier, zaś w latach 1871–1879 ministra spraw zagranicznych Austro-Węgier.
Był rycerzem Orderu Złotego Runa, członkiem Węgierskiej Akademii Nauk (kor. 1876, rzecz. 1888).
Jego drugi syn, Gyula Andrássy młodszy (1860–1929), zwolennik trializmu (federacji Austrii, Węgier i Polski) był węgierskim ministrem spraw wewnętrznych (1906–1910) i krótko w 1918 ostatnim ministrem spraw zagranicznych Austro-Węgier.

## Życie prywatne
9 lipca 1856 roku ożenił się z Katinką Kendeffy. Miał z nią troje dzieci:
- Tivadar (ur. 10 lipca 1857, zm. 13 maja 1905).
- Ilona (ur. 21 maja 1858, zm. 2 kwietnia 1952).
- Gyula (ur. 30 czerwca 1860, zm. 11 czerwca 1929).

## Upamiętnienie
- Jego nazwisko nosi aleja Andrássyego[3](węg. Andrássy út), reprezentacyjna aleja Budapesztu. Wzdłuż niej wznoszą się eklektyczne neorenesansowe budynki, m.in. gmach Węgierskiej Opery Państwowej.
- Powstała w 1999 roku na jego cześć Nagroda Gyuli Andrássyego (węg. Andrássy Gyula-díj) jest przyznawana corocznie przez ministra obrony narodowej Węgier w dniu 21 maja w uznaniu wybitnej działalności wojskowo-dyplomatycznej w systemie sojuszniczym NATO.
- Upamiętnia go również Uniwersytet Andrássy w Budapeszcie, który został założony w 2001 roku i jest jedynym w pełni niemieckojęzycznym uniwersytetem poza granicami państw niemieckojęzycznych.

## Odznaczenia
Odznaczenia Andrássy'ego to między innymi:
- Order Złotego Runa (1877)[5]
- Krzyż Wielki Orderu Świętego Stefana
- Order Orła Czarnego (Prusy)
- Order Świętego Andrzeja (Imperium Rosyjskie)
- Order Annuncjaty (Włochy)
- Order Świętego Huberta (Bawaria)
- Order Korony Rucianej (Saksonia)
- Krzyż Wielki Orderu Korony Wirtemberskiej (Wirtembergia)
- Krzyż Wielki Legii Honorowej (Francja)
- Wielka Wstęga Orderu Medżydów w brylantach (Imperium Osmańskie)
- Krzyż Wielki Orderu Wieży i Miecza (Portugalia)
- Wielka Wstęga Orderu Leopolda (Belgia)
- Krzyż Wielki Orderu Zbawiciela (Grecja)
- Order Wierności (Badenia)
- Kawaler Krzyża Wielkiego Orderu Korony Syjamu (Syjam)
- Wielka Wstęga Orderu Portretu Władcy w brylantach (Iran)
- Kawaler Krzyża Wielkiego Orderu Lwa Niderlandzkiego (Holandia)
- Baliw Wielkiego Krzyża Honoru i Dewocji (Zakon Maltański)